# Міжнародна золота медаль Нільса Бора
Міжнаро́дна золота́ меда́ль Ні́льса Бо́ра (англ. Niels Bohr International Gold Medal) — нагорода, яку присуджувало науковцям у період з 1955 до 1982, у 2013 й 2018 роках Данське інженерне товариство у співробітництві з Інститутом Нільса Бора і Данською королівською академією наук.

## Історія нагороди

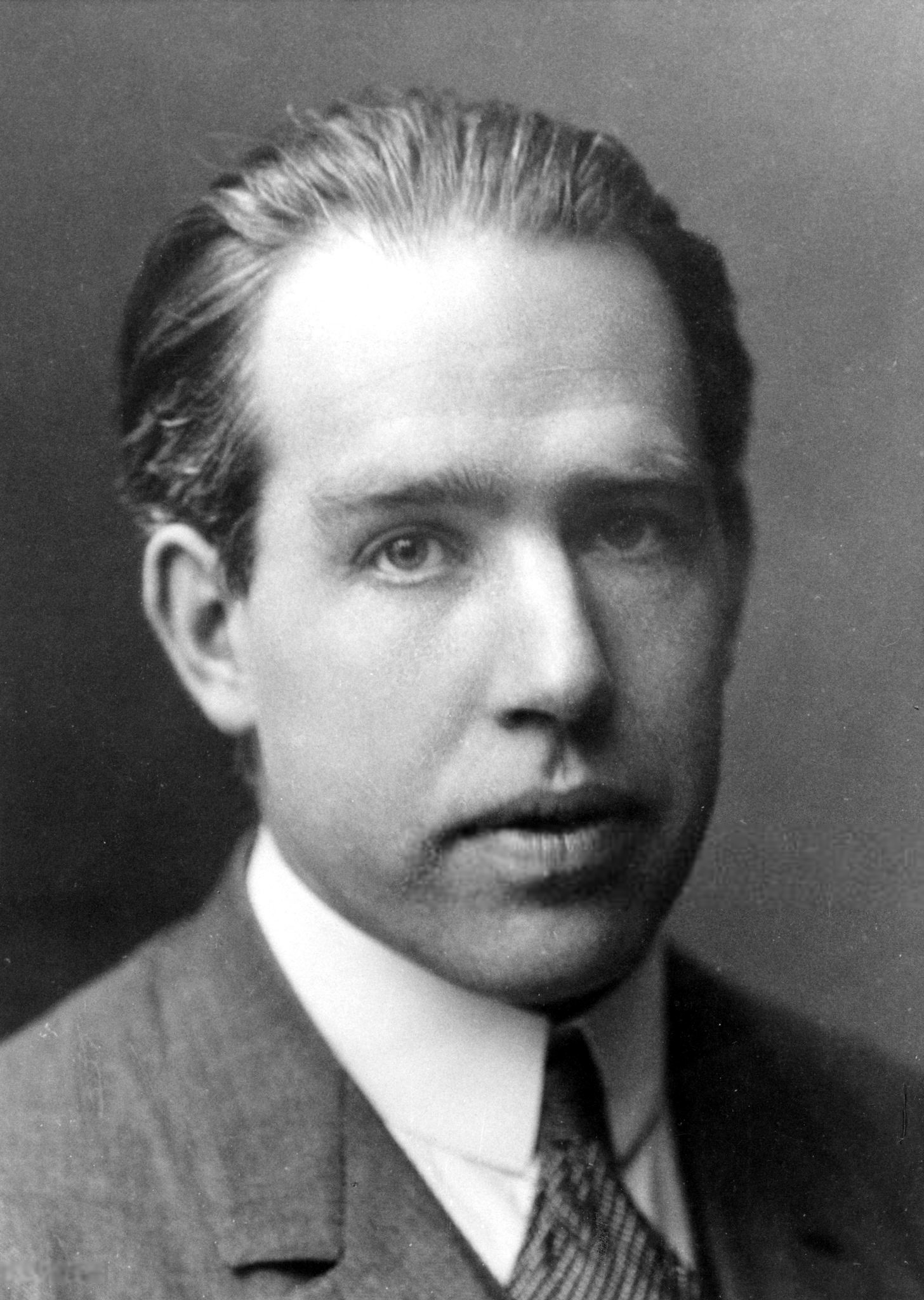
Нільс Бор

У 1955 році на честь 70-річчя видатного данського фізика і громадського діяча, одного з творців сучасної фізики Нільса Бора, в Данії було засновано міжнародну медаль його імені (дан. Niels Bohr-medaljen). Нагорода вручалась Данським інженерним товариством тим ученим чи інженерам, котрі зробили значний внесок у мирне використання ядерної енергії. Медаль присуджували щотри роки й за період з 1995 до 1982 років її лауреатами стало 10 осіб, з яких дев'ять (усі, крім Джона Вілера) були лауреатами Нобелівської премії. Першим цю медаль отримав сам Нільс Бор.
У 2013 році цією медаллю було нагороджено французького фізика Алена Аспе. Нагороду присудило Данське інженерне товариство, яке з нагоди сторіччя атомної моделі Бора відновило нагородження науковців. Церемонія вручення медалі Алену Аспе відбулась 7 жовтня 2013 року у день народження Нільса Бора на спеціальному заході, у якому взяли участь Королева Данії Маргрете II та її чоловік принц-консорт Генрік.
У 2018 році цю нагороду отримав один з провідних світових дослідників каталізу, професор Єнс Норсков з Данського технічного університету. Вручення відбулось 7 жовтня за участі Королеви Данії та її чоловіка.

## Лауреати Міжнародної золотої медалі Нільса Бора
Список лауреатів медалі, що вручалась з 1955 до 1982 та з 2013 року:
| Рік  | Лауреат                 | Країна          |
| ---- | ----------------------- | --------------- |
| 1955 | Нільс Бор               | Данія           |
| 1958 | Джон Дуглас Кокрофт     | Велика Британія |
| 1961 | Дьєрдь де Гевеші        | ФРН             |
| 1965 | Петро Леонідович Капиця | СРСР            |
| 1967 | Ісидор Рабі             | США             |
| 1970 | Вернер Гейзенберг       | ФРН             |
| 1973 | Річард Філіпс Фейнман   | США             |
| 1976 | Ганс Бете               | США             |
| 1979 | Чарлз Гард Таунс        | США             |
| 1982 | Джон Арчибальд Вілер    | США             |
| 2013 | Ален Аспе               | Франція         |
| 2018 | Єнс Норсков             | Данія           |
| 2022 | Евіна ван Дісхук        | Нідерланди      |